# Chalceus
Chalceus es un género de peces de la familia Characidae en el orden de los Characiformes.

## Especies
Hay ocho especies en este género:
- Chalceus epakros Zanata & Toledo-Piza, 2004
- Chalceus erythrurus (Cope, 1870)
- Chalceus fasciatus Jardine, 1841
- Chalceus guaporensis Zanata & Toledo-Piza, 2004
- Chalceus latus Jardine, 1841
- Chalceus macrolepidotus G. Cuvier, 1818
- Chalceus spilogyros Zanata & Toledo-Piza, 2004
- Chalceus taeniatus Jardine, 1841